# Număr atomic
În fizică și chimie, numărul atomic al unui element chimic reprezintă numărul de protoni din nucleul atomilor acelui element și se notează de obicei cu Z. Numărul de electroni este egal, în cazul unui atom neutru din punct de vedere electric, cu numărul de protoni. Poziția elementelor chimice în sistemul periodic al elementelor este determinată de numărul Z, motiv pentru care acesta se mai numește și număr de ordine.
Inițial elementele chimice erau ordonate în funcție de masa atomică. Când Mendeleev a grupat elementele cunoscute la vremea lui în funcție de similaritățile lor chimice, a observat că în unele locuri ordonarea după masa atomică ducea la nepotriviri. De exemplu, iodul și telurul se integrau mai bine în tabel dacă ordinea lor era inversată. Această observație a dus la concluzia că nu masa atomică determină proprietățile chimice ale elementelor, ci o altă mărime, necunoscută atunci, care doar era aproximativ corelată cu masa atomică. Printr-o serie de experimente de difracție de raze X, Moseley a constatat că mărimea căutată era sarcina electrică a nucleului, adică numărul de protoni ai acestuia. Abia mai târziu s-a pus în evidență faptul că în nucleu există și particule fără sarcină electrică, neutronii, care împreună cu protonii determină masa atomică.
Atomi ai aceluiași element chimic pot adesea să aibă un număr variabil de neutroni, fără ca proprietățile chimice să fie sensibil diferite. Speciile de atomi cu același număr de protoni în nucleu, dar cu numere de neutroni diferite se numesc izotopi. Un exemplu este atomul de carbon (C), care are numeroși izotopi. Dintre aceștia, izotopul cu cea mai mare abundență în natură (98.89%) este 12C (6 neutroni și 6 protoni). Masa absolută a izotopului 12C este etalon pentru definirea unității atomice de masă, care este a 1/12 parte din masa absolută (exprimată în kilograme) a izotopului 12C. Unul dintre izotopii instabili, radioactivi, ai carbonului este 14C (8 neutroni) și este folosit de exemplu în arheologie pentru datarea cu carbon a materialelor biologice (lemn, os etc.) cu o vechime de până la aproximativ 60.000 de ani.